# Brasserie de la Brière
Pour les articles homonymes, voir Brière (homonymie).
La brasserie de la Brière était une brasserie, créée en 1999 et située à Saint-Lyphard, en Loire-Atlantique, produisant des bières artisanales,. En 2011, elle cesse toute activité, le matériel étant transféré à la « brasserie du Marais poitevin » à Coulon dans les Deux-Sèvres.

## Production
Toutes les bières produites détenaient les labels bio Label Agriculture biologique et Nature et progrès :
- Dàna : 5 % alc/vol bière blanche :
- Morta : 5,5 % alc/vol bière ambrée, médaille de bronze au Concours général agricole au salon international de l'agriculture en 2011[2] ;
- Thorella : 5,5 % alc/vol bière blonde ;
- Typha : 6 % alc/vol bière blonde ;
- Aérouant Du : 5 % alc/vol bière brune ;
- La Paludière : 5 % alc/vol bière blonde au caramel au beurre salé[1] ;
- Bière de Noël : 7 % alc/vol bière dorée.